# Agavnadzor (Kotajk)
Agavnadzor  (Armeens: Աղավնաձոր) is een plaats in Armenië. Deze plaats ligt in de marzer (provincie) Kotajk. Deze plaats ligt 46 kilometer (hemelsbreed) van Jerevan (de hoofdstad van Armenië). Bij een bevolkingstelling in 2011 had Agavnadzor 1.232 inwoners.
De gemeente bestaat uit een dorpskern met daar omheen boerderijen. Het is gelegen op een hoogte van 1.843 meter boven de zeespiegel.